# Club Deportivo Aurora Chancayllo
El Aurora Chancayllo es un club de fútbol peruano de la ciudad de Chancay en la Provincia de Huaral, Departamento de Lima. Fue fundado en 1931 y actualmente participa en la Copa Perú. 

## Historia
El club fue fundado en la hacienda Chancayllo el 10 de agosto de 1931 para representar a dicha hacienda en torneos de la zona. El nombre Aurora fue en honor a la hija de don Teófilo Andrade Robles, quien fue elegido primer presidente del club.
En 1968 clasificó a la fase final de la Copa Perú, que se jugaba en ese entonces en el Estadio Nacional de Lima, junto al Sport Chorrillos de Talara, Carlos A. Mannucci de Trujillo, Cienciano del Cusco, FBC Melgar de Arequipa y Colegio Nacional de Iquitos. En ese hexagonal finalizó en último lugar con un solo punto.
En 1999 logró el título departamental de Lima clasificando a la Etapa Regional de la Copa Perú. En esa fase fue eliminado tras finalizar en tercer lugar de su grupo por detrás del Estudiantes de Medicina de Ica y Somos Aduanas del Callao. En la Copa Perú 2000 volvió a clasificar a la Regional como campeón departamental, siendo eliminado luego de terminar en el segundo lugar del grupo 4 detrás del Estudiantes de Medicina, posterior campeón del torneo. Este último título departamental le permitió el ascenso a la Segunda División del año siguiente. 
En el torneo de Segunda 2001 finalizó en penúltimo lugar perdiendo la categoría y retornando a la Copa Perú. En 2011 bajó a Segunda División de la Liga Distrital de Chancay pero retornó al año siguiente. 
Fue campeón distrital de Chancay, provincial de Huaral y departamental de Lima en la Copa Perú 2014. Tras superar la Etapa Regional, llegó a la etapa nacional donde fue eliminado en cuartos de final por Sport Loreto.
En 2015 inició su participación desde la Etapa Provincial siendo eliminado en cuartos de final por Defensor Los Tilos. Al año siguiente, el club no cumplió con presentar su inscripción en registros públicos a la liga distrital de Chancay y no participó del torneo de ese año retornando a la liga para el campeonato 2017.
En 2018 logró el subcampeonato distrital y clasificó a la Etapa Provincial donde llegó a semifinales siendo eliminado por Defensor Laure Sur. En 2019 llegó nuevamente a la Etapa Provincial pero fue eliminado por Credicoop Huaral.
En 2025 descendió a la Segunda distrital luego de terminar último en su grupo y perder 1-0 la definición por el descenso con Social Marítimo.

## Uniforme
- Uniforme titular: Camiseta blanca con franja vertical celeste, pantalón blanco y medias celestes.
- Uniforme altenativo: Camiseta negra, pantalón negro, medias negras.

### Indumentaria y patrocinador
| Periodo | Proveedor |
| ------- | --------- |
| 2014    | Jor       |
| 2014    | NewLife   |

| Periodo | Patrocinador              |
| ------- | ------------------------- |
| 2014    | Construcciones OLU S.A.C. |
| 2014    | Otto Kunz Grupo Tres G    |

## Datos del club
- Temporadas en Segunda División: 1 (2001).
- Mayor goleada conseguida
  - En campeonatos nacionales de local: Aurora Chancayllo 4:0 Sporting Cristal "B" (2 de diciembre de 2001).
- Mayor goleada recibida
  - En campeonatos nacionales de local: Aurora Chancayllo 2:4 Universidad San Marcos (27 de mayo de 2001).
  - En campeonatos nacionales de visita: Hijos de Yurimaguas 3:0 Aurora Chancayllo (8 de septiembre de 2001).

## Entrenadores
- Luis Pau (1995)
- Freddy Cañamero (1999)
- Fernando Romero (1999)
- Víctor Romollero (1999-2000)
- Freddy Cañamero (2000)
- Ernesto Aguirre (2001)
- Dario Herrera (2001)
- Pedro Cruz (2001)
- Pedro Reyes (2001)
- Félix Sifuentes (2011)
- Daniel Ruiz (2014-2015)
- Víctor Chi Yong (2023)

## Palmarés

### Torneos regionales
| Competición regional                     | Títulos                             | Subtítulos |
| ---------------------------------------- | ----------------------------------- | ---------- |
| Etapa Regional - Región Centro, IV (2/1) | 1968, 2014.                         | 2000.      |
| Liga Departamental de Lima (4/0)         | 1967, 1999, 2000, 2014.             |            |
| Liga Provincial de Huaral (4/0)          | 1996, 1997, 1999, 2014.             |            |
| Liga Distrital de Chancay (6/1)          | 1996, 1997, 1998, 1999, 2000, 2014. | 2018.      |
| Liga Distrital de Huaral (1/0)           | 1967.                               |            |